# Liste der Bodendenkmale in Ostenfeld (Husum)
In der Liste der Bodendenkmale in Ostenfeld (Husum) sind die Bodendenkmale der Gemeinde Ostenfeld (Husum) nach dem Stand der Bodendenkmalliste des Archäologischen Landesamts Schleswig-Holstein von 2016 aufgelistet. Die Baudenkmale sind in der Liste der Kulturdenkmale in Ostenfeld (Husum) aufgeführt.
| Denkmal-ID           | Befundart               | Bezeichnung                                 | Zeitstellung                 | Lage | Bemerkungen              | Bild |
| -------------------- | ----------------------- | ------------------------------------------- | ---------------------------- | ---- | ------------------------ | ---- |
| aKD-ALSH-Nr. 001 498 | Grabmal > Grabhügel     | Grabhügel                                   | Vor- und/oder Frühgeschichte |      |                          |      |
| aKD-ALSH-Nr. 001 499 | Grabmal > Grabhügel     | Grabhügel                                   | Vor- und/oder Frühgeschichte |      |                          |      |
| aKD-ALSH-Nr. 001 500 | Grabmal > Großsteingrab | Steinkammer                                 | Neolithikum                  |      | = Ostenfeld (Husum) LA 4 |      |
| aKD-ALSH-Nr. 001 501 | Grabmal > Grabhügel     | Grabhügel                                   | Vor- und/oder Frühgeschichte |      |                          |      |
| aKD-ALSH-Nr. 001 502 | Grabmal > Grabhügel     | Grabhügel                                   | Vor- und/oder Frühgeschichte |      |                          |      |
| aKD-ALSH-Nr. 001 503 | Grabmal > Grabhügel     | Grabhügel                                   | Vor- und/oder Frühgeschichte |      |                          |      |
| aKD-ALSH-Nr. 001 504 | Befestigung > Burg      | Burg/Motte/Ringwall/Turmhügel „Drellburg“   | Mittelalter                  |      |                          |      |
| aKD-ALSH-Nr. 001 505 | Grabmal > Grabhügel     | Grabhügel                                   | Vor- und/oder Frühgeschichte |      |                          |      |
| aKD-ALSH-Nr. 001 506 | Grabmal > Grabhügel     | Grabhügel                                   | Vor- und/oder Frühgeschichte |      |                          |      |
| aKD-ALSH-Nr. 001 507 | Altweg                  | Weg/Furt/Wasserstraße/Hafen „Haler Weg“     | Vor- und Frühgeschichte      |      |                          |      |
| aKD-ALSH-Nr. 001 508 | Befestigung > Burg      | Burg/Motte/Ringwall/Turmhügel „Vletershoop“ | Mittelalter                  |      |                          |      |